# Erwin Heiber
Erwin Heiber (* 1. März 1956 in Hemmoor) ist ein ehemaliger deutscher Boxer. Er war als Berufsboxer deutscher Meister im Halbmittelgewicht (auch Superweltergewicht genannt).

## Leben
Der aus Hemmoor stammende Heiber stand im April 1977 erstmals als Berufsboxer im Ring. Seine erste Niederlage ereilte ihn im Oktober 1978, nachdem er zuvor fünf Kämpfe in Folge gewonnen hatte. Der gelernte Maurer boxte im Juli 1983 erstmals um die deutsche Halbmittelgewichtsmeisterschaft der Berufsboxer, verlor in der Festhalle in Frankfurt am Main jedoch nach Punkten gegen Titelträger Jean-André Emmerich. Im Februar 1984 trafen die beiden Boxer abermals aufeinander: Beim in der Alsterdorfer Sporthalle in Hamburg ausgetragenen Kampf setzte sich Heiber, der sich in Paris auf diese Aufgabe vorbereitete, vor 1800 Zuschauern nach Punkten durch. Emmerich zweifelte das Urteil der Punktrichter an und beendete seine Profikarriere.
Heiber verteidigte im Mai 1987 seinen deutschen Meistertitel gegen Jürgen Broszeit (technisches K.o. in der zweiten Runde), gut drei Monate später ging Heiber im Kampf gegen den Niederländer John van Elteren zweimal zu Boden, das Duell endete letztlich unentschieden. Im Oktober 1987 kämpfte er im schweizerischen Morges gegen Mauro Martelli um die Europameisterschaft, verlor jedoch nach Punkten. Der Schweizer Martelli sagte rückblickend, Heiber sei ein „alter Hase“ gewesen, der in dem Kampf auch Kopf- und Ellenbogenstöße eingesetzt habe.
Ende Juni 1988 erhielt Heiber eine zweite Gelegenheit, um den EM-Titel zu boxen. In der Sporthalle Wandsbek in Hamburg stand er vor 2000 Zuschauern dem Franzosen René Jacquot gegenüber, gab aber in der elften Runde auf. Er habe keine Kraft mehr gehabt, den Kampf noch herumzureißen, wurde Heiber anschließend vom Hamburger Abendblatt wiedergegeben. Bereits in der ersten Runde war der Deutsche angezählt worden, da er zu Boden gegangen war, was allerdings in einem Ausrutschen begründet lag. Gegen die linke Führhand und den rechten Aufwärtshaken Jacquots war der von René Weller betreute Heiber im Laufe des Kampfes indes machtlos. Ende Februar 1989 verlor Heiber seinen deutschen Meistertitel. Der Kampf gegen José Varela aus Rüsselsheim musste in der fünften Runde abgebrochen werden, da sich Heiber eine Augenverletzung zugezogen hatte. Es war zugleich sein letzter Kampf als Berufsboxer.